# Palazzo di Giacomo e Pantaleo Balbi

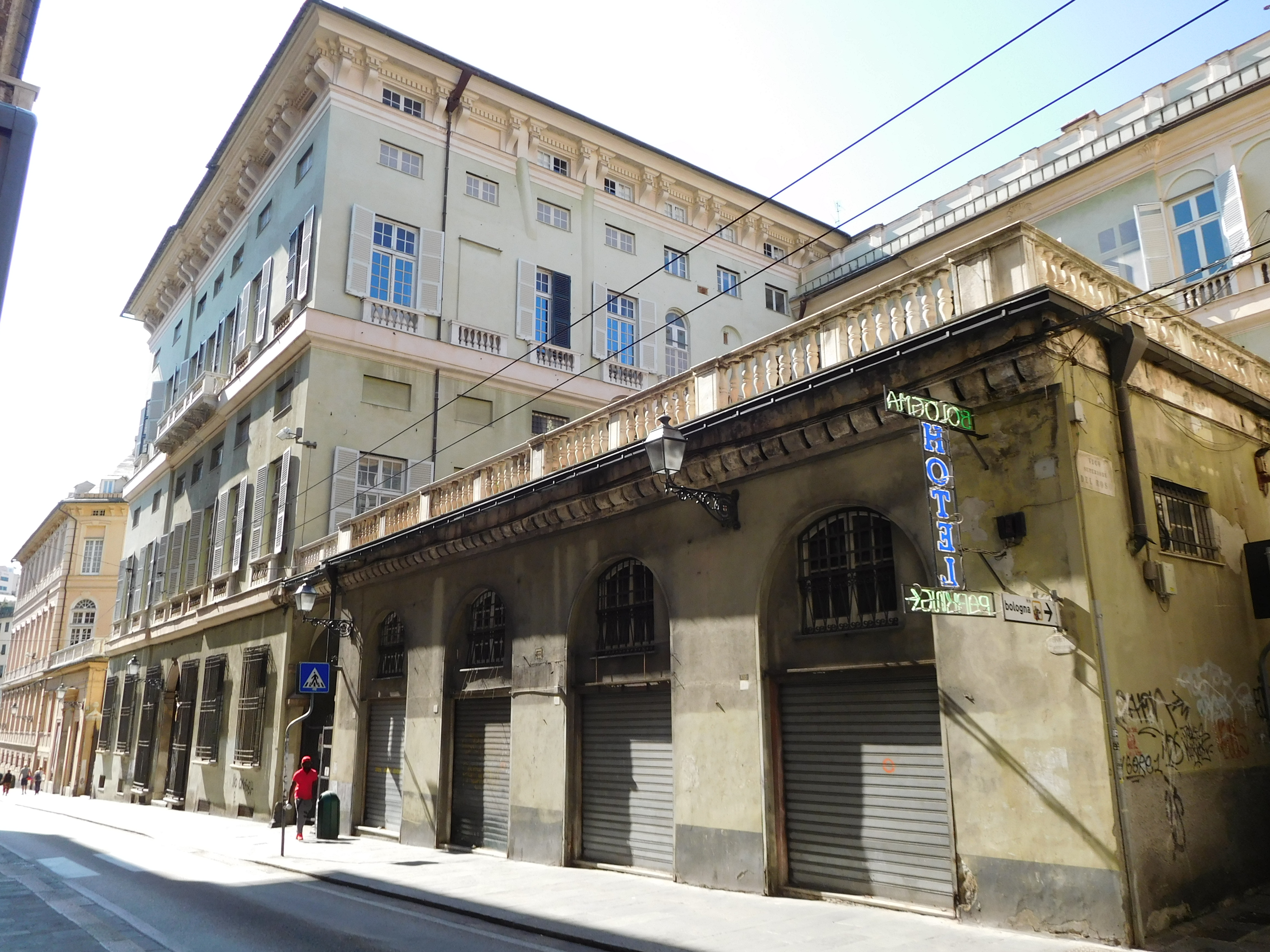
Fassade zur Via Balbi

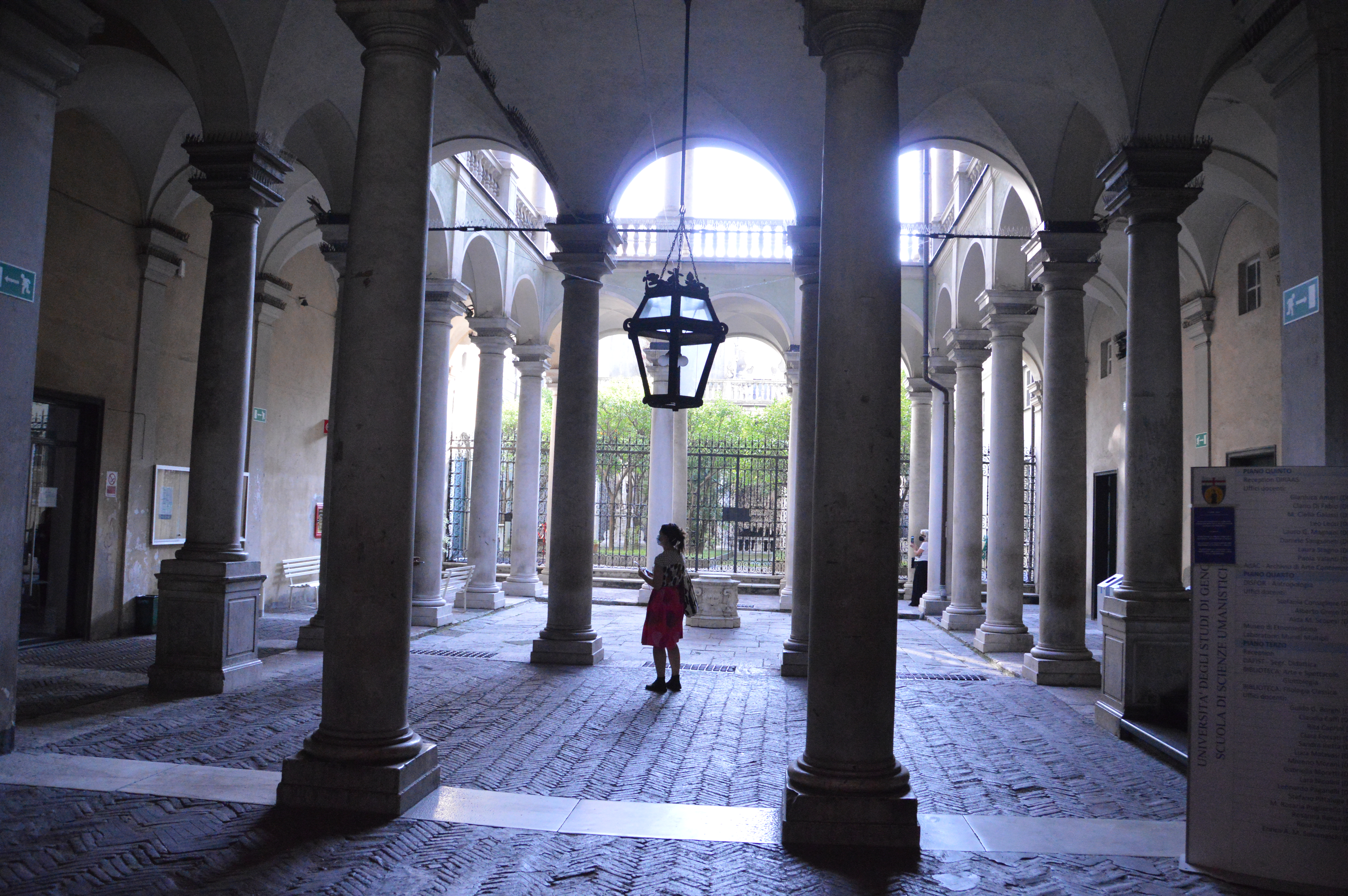
Innenhof

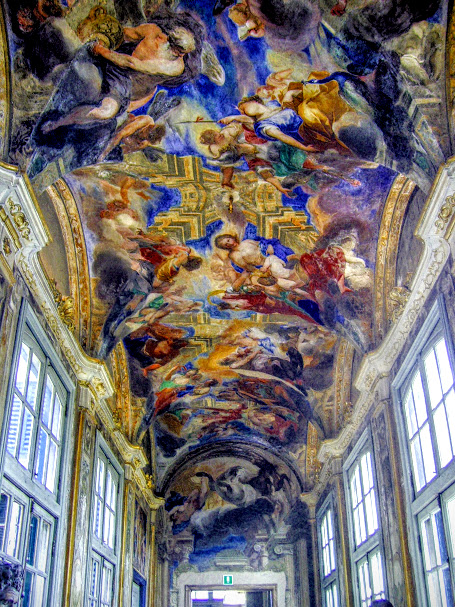
Galerie mit der Entführung der Persephone

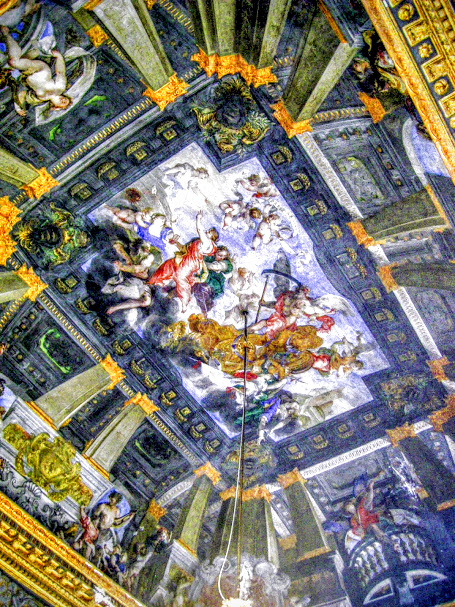
Wagen der Zeit

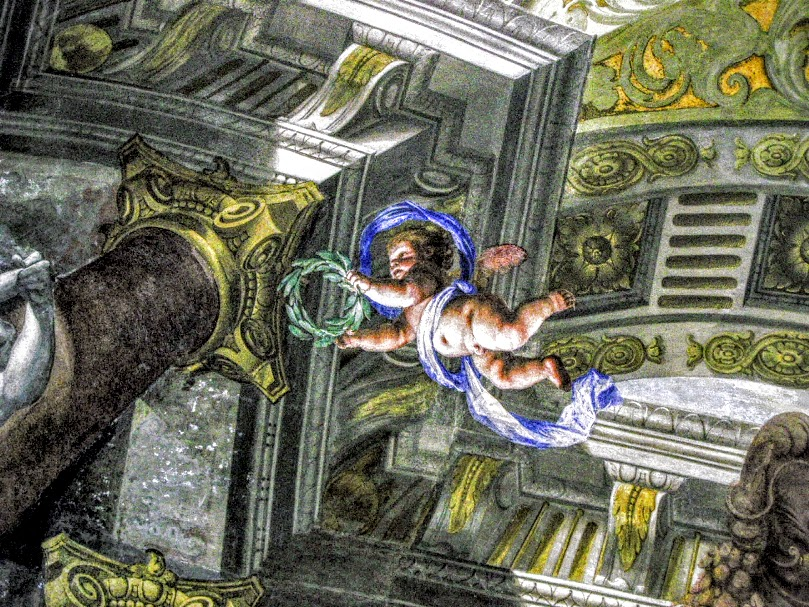
Detail aus dem Fresko Apollo und die Musen

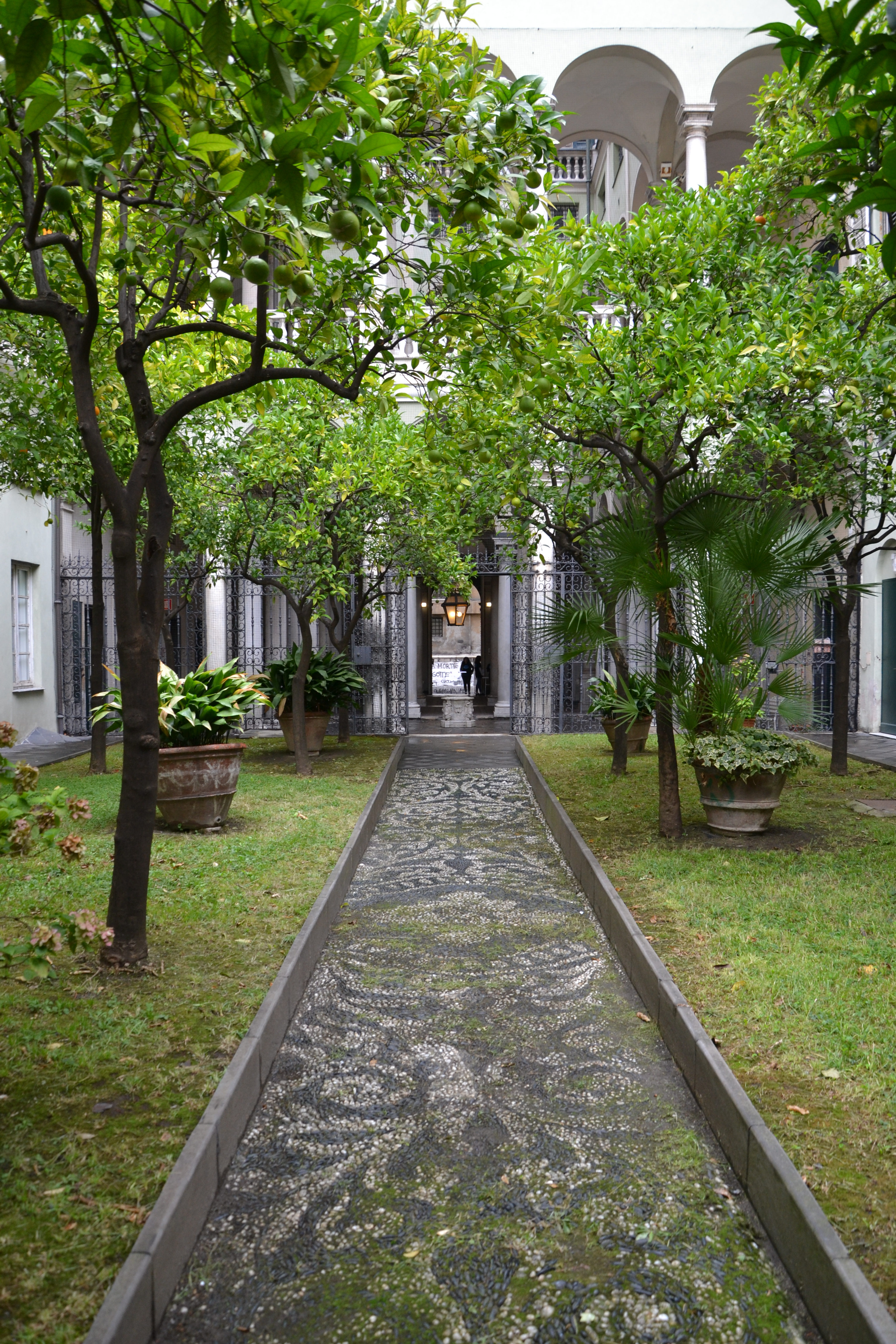
Gepflasterter Weg im Garten

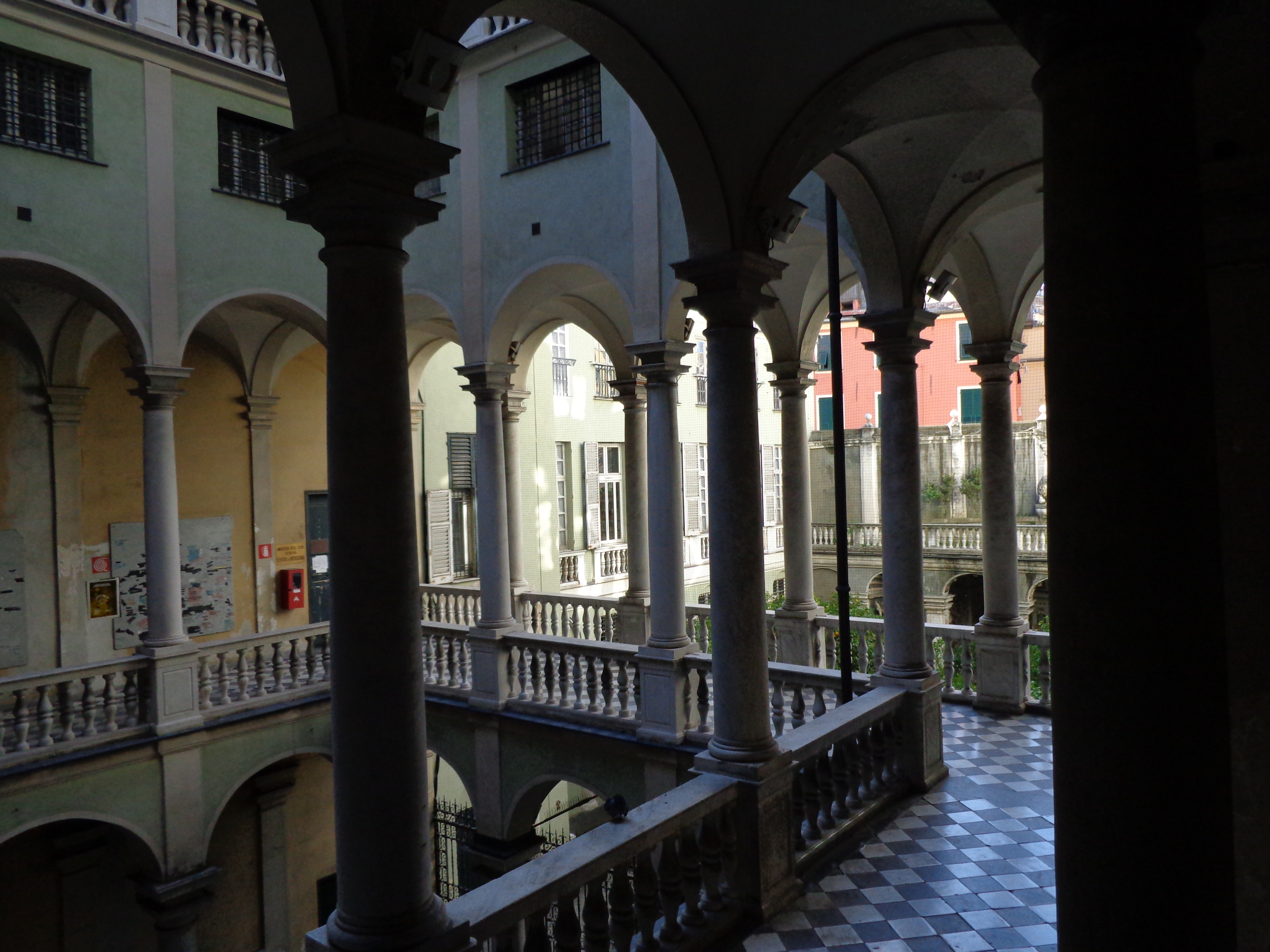

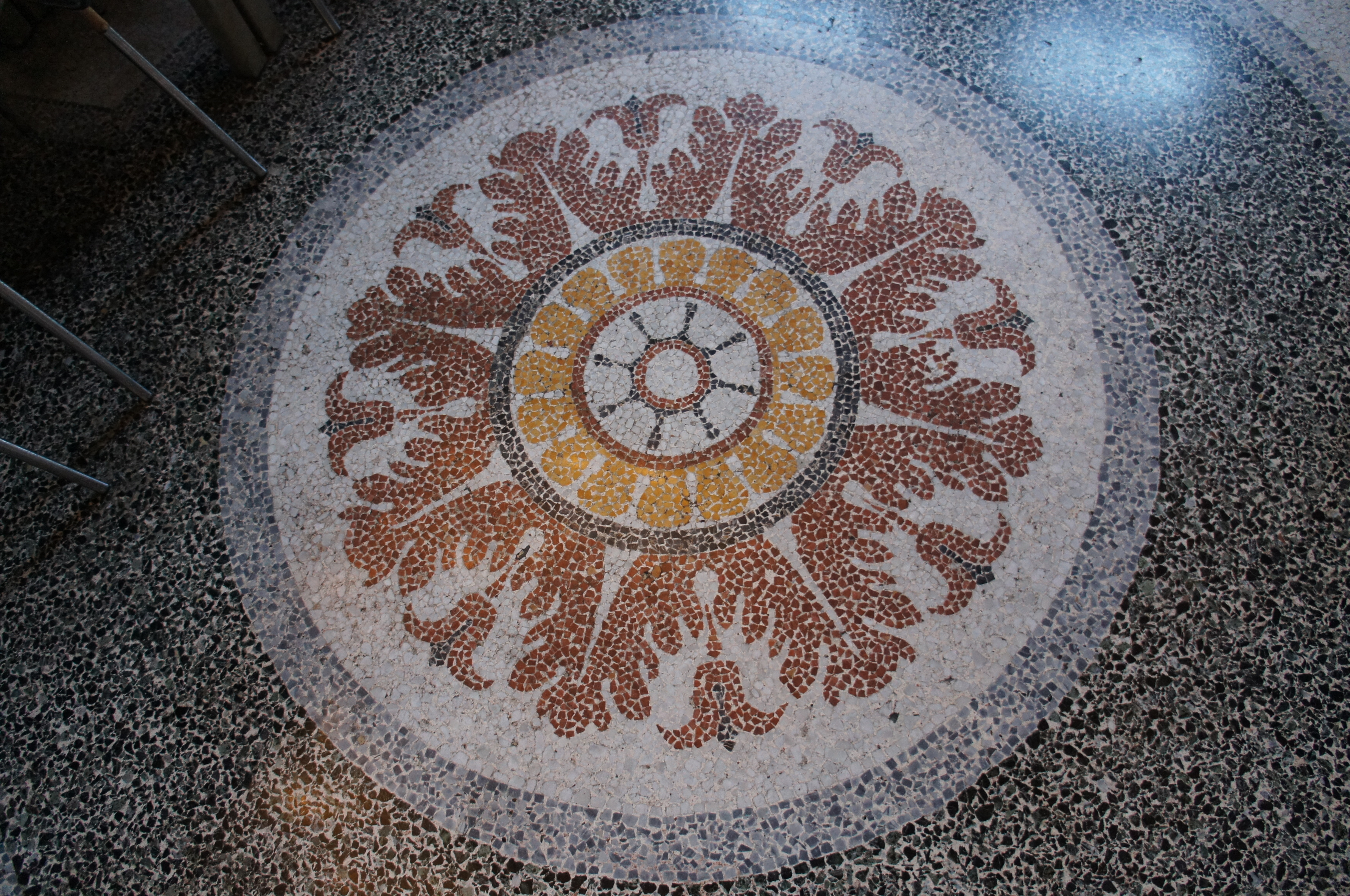
Terrazzo-Fußboden

Der Palazzo di Giacomo e Pantaleo Balbi (auch: Palazzo Balbi-Senarega) ist ein Stadtpalast in Genua, der Teil des Welterbes der UNESCO „Genoa: Le Strade Nuove and the system of the Palazzi dei Rolli“ (deutsch: Genua: Le Strade Nuove und die Palazzi dei Rolli) ist. Das Gebäude liegt an der Via Balbi 4.

## Geschichte
Seit März 1618 planten die Brüder Giacomo und Pantaleo Balbi zusammen mit dem Architekten Soprani Bartolomeo Bianco den Bau, der aber erst 1645 abgeschlossen wurde. Um zwei Familien zu beherbergen, erhielt der Palast zwei Piani nobile übereinander.
Als einer der Palazzi dei Rolli war er aufgrund seines relativ späten Entstehens nur in dem Rollo von 1664 eingetragen. Nach der Klassifizierung in den Rolli, den „bussoli“, zählte er damals zur Klasse eins (zu den Einzelheiten dieser Eintragungen vergleiche hier). Das Gebäude ist auch in dem Werk von Peter Paul Rubens von 1622 über die Genueser Stadtpaläste dokumentiert.
Francesco Maria Balbi Marchese di Piovera, Sohn von Giacomo, nahm von 1649 bis 1665 erhebliche Umbauten vor. Er hatte den Palast alleine geerbt, da sein Onkel, Pantaleo ohne direkte Nachkommen verstarb. Die Erweiterung wurde Pietro Antonio Corradi anvertraut. Das Gebäude umschloss nun den Garten.
Im 19. Jahrhundert gelangte der Palazzo ins Eigentum der Familie Doria di Piovera.
Ab 1980 musste die Stützmauer des Gartens, die sich in einem statisch bedenklichen Zustand befand, saniert werden. Es folgte die Restaurierung der darüber liegenden Grotte des Nymphäums, ihrer Mosaike und ihrer übrigen Ausstattung. Heute nutzt die Universität Genua das Gebäude. Im zweiten Piano nobile ist das Institut für Kunstgeschichte der Fakultät für Literatur untergebracht.

## Gebäude

### Ursprüngliche Anlage
Das Gebäude hat eine nahezu schmucklose Fassade, die nur durch kräftige Horizontalen und Balkone in drei übereinander liegende Einheiten gegliedert wird. Über jedem der beiden Hauptgeschosse liegt noch ein Mezzaningeschoss, die von Anfang an zum Vermieten vorgesehen waren. Wie oft bei Genueser Stadtpalästen gab es eine unverstellte Sichtachse vom Eingang durch das ganze Gebäude und den Innenhof zu einem Nymphäum. Von diesem ersten Nymphäum mit Kleeblatt-Grundriss in der südlichen Abschlusswand des Hofes, das Rubens in seiner Veröffentlichung von 1622 dokumentierte, ist durch den späteren Umbau keine Spur geblieben.

### Garten
1645 erwarb Francesco Maria Balbi mittelalterliche Gebäude hangabwärts des Palastes und ließ sie abreißen, um Platz für einen neuen Garten zu schaffen. Aufgrund des gleichwohl begrenzten Raums wurde er als kleiner „Hortus conclusus“ angelegt, der vollständig mit Orangenbäumen bepflanzt ist und dessen regelmäßige Beete von raffiniert gepflasterten Wegen gesäumt werden. Dort schuf am südlichen Ende der Anlage Gian Battista Barberini ein großes, neues Nymphäum auf zwei Ebenen, ein Bauwerk, das von massiven Unterbauten gestützt werden musste. Die großen Stuckskulpturen des Nymphäums sind vermutlich Schöpfungen des Stuckateurs Marcello Sparzo.

### Fresken
Das obere Piano nobile bewohnte Francesco Maria Balbi selbst. Unmittelbar nachdem die Um- und Erweiterungsbauten in den 1650er-Jahren abgeschlossen waren, statteten Valerio Castello und Andrea Seghizzi diese 1657–1659 umfangreich mit Fresken aus. Weitere Barockkünstler, die dort malten, waren Domenico Piola, Giovanni Andrea Carlone, Gregorio De Ferrari und Paolo Brozzi. Der Meiste ist trotz Schäden durch Bombenangriffe auf Genua im Zweiten Weltkrieg erhalten. Francesco Maria Balbi wollte mit den Fresken den Ruhm und den Reichtum seiner Familie im Rahmen mythologischer Erzählungen verherrlichen, die hauptsächlich von Ovids Metamorphosen inspiriert sind. Er trug im Palast auch eine bemerkenswerte Kunstsammlung zusammen, die aber nicht erhalten ist.

#### Entführung der Persephone
Der erste Freskenzyklus, der ausgeführt wurde, zeigt die Entführung der Persephone. Er befindet sich in der Galerie, die beide Flügel des Palastes verbindet. Die Komposition zeigt an jedem der beiden Enden einen Wagen, der durch den Himmel jagt: die Entführung von Persephone durch Pluto und den Sturz von Phaethon, der von Jupiter mit einem Blitz vernichtet wird. Zu den Episoden, die im Gewölbe der Galerie dargestellt sind, gehört auch Demeter, die Göttin des Wohlstands und der Ernten, gekennzeichnet durch Ähren, die sich an Plutos Brüder, Jupiter und Neptun, wendet, um die Freilassung ihrer Tochter Persephone zu erreichen. Alle diese Episoden beziehen sich auf das Thema der Fruchtbarkeit der Natur, die Wohlstand und Reichtum bringt, was auch auf den Wohlstand der Familie Balbi verweist.

#### Wagen der Zeit
Den Hauptsaal des Palastes schmückt ein Fresko von Andrea Seghizzi mit dem „Wagen der Zeit“. Der Raum der Decke ist durch eine barocke Scheinkolonnade erweitert, die zum Himmel hin offen ist, wo der ungebremste Lauf des Wagens der Zeit zu sehen ist, der die Symbole des irdischen Reichtums und Ruhms hinwegfegt. Der Wagen fährt zur Ewigkeit, die auf einem Thron sitzt, während Putten die Inschrift Volat Irreparabile tragen, die aus Vergils Georgica stammt. Die Zeit, die eine Sense trägt, ist mit der klassischen Ikonographie des Chronos dargestellt, der gerade dabei ist, seine eigenen Kinder zu verschlingen und mit seiner Hand über einen Leichnam streicht, der das Wappen der Balbi trägt. Die Rahmung zeigt weitere symbolische Figuren, die die Vergeblichkeit menschlichen Handelns in Bezug auf die Zeit darstellen.

#### Saal des Friedens
Ganz im Gegensatz dazu steht die Dekoration des angrenzenden Raums an der Ecke des Gebäudes, der Sala della Pace genannt wird. Thema des zentralen Freskos sind die Figuren der Fülle, des Friedens und der Heiterkeit, die dem Betrachter Blumen und Olivenzweige entgegenwerfen. Die drei allegorischen Figuren heben sich vor dem blauen Himmel in der Mitte einer Öffnung ab, die den Fluchtpunkt einer besonders aufwendigen und komplex dargestellten Architektur bildet.

#### Saal des Herkules
Dieser Saal liegt an der nördlichen Ecke, die der Via Balbi zugewandt ist. Er bezeugt den Wechsel der Künstler nach dem plötzlichen Tod von Valerio Castello zu Domenico Piola und Gregorio de Ferrari. Die Anordnung und Gestaltung des zentralen Gemäldes wird Piola zugeschrieben, die allegorischen Figuren in den Ecken dagegen De Ferrari.

#### Raum des Apollo und der Musen
Die Ausstattung des Raums mit Fresken wurde von Domenico Piola entworfen. Symbolisch wurde hier der Auftraggeber Francesco Maria Balbi mit Apollo identifiziert, um so seine Rolle als Beschützer der Künste zu betonen.

#### Galerie des Triumphs der Liebe
Die Galerie des Triumphs der Liebe am Kopfende des Ostflügels ist der letzte Raum, der mit Fresken ausgestattet wurde. Sie entstanden im letzten Jahrzehnt des 17. Jahrhunderts durch Gregorio de Ferrari mit Hilfe seines Sohnes Lorenzo, vielleicht anlässlich der Hochzeit von Francesco Maria Balbi ll. mit Clarice Durazzo 1693. Im Gegensatz zu den anderen Räumen verwendet De Ferrari hier keine Scheinarchitektur, sondern stellt die Szenen unter freiem Himmel dar. Er mischt Geschichten aus Mythologie und Literatur, Helena und Menelaos, Pyramus und Thisbe, Ariadne und Bacchus, Pan und Syrinx, Deianira und Herakles, Vulkan und Venus, Herakles und Omphale, Jupiter und Antiope. Alle Episoden werden vom Wagen der Liebe beherrscht.

## Bei Rubens
|  |  |  |